# Affare di Neuchâtel
L'affare di Neuchâtel o crisi di Neuchâtel fu una crisi diplomatico-militare che oppose nel 1856-1857 la Svizzera alla Prussia in merito al possesso del canton Neuchâtel. La crisi si risolse con il definitivo riconoscimento dell’appartenenza del cantone alla Confederazione Elvetica.

## Storia

### Premessa
Nel 1815, al congresso di Vienna, fu confermato il duplice status giuridico del principato di Neuchâtel, che era nel contempo membro della Confederazione e possedimento del re di Prussia. Nel 1848 i repubblicani neocastellani rovesciarono il regime monarchico, proclamarono la repubblica e insediarono un governo democratico. Di fatto ciò comportava una rottura dei rapporti con il re di Prussia, che non era però disposto a rinunciare a Neuchâtel. Le potenze europee confermarono i suoi diritti nel protocollo di Londra del 1852.

### Svolgimento della crisi
Dopo la rivoluzione del 1848 la situazione a Neuchâtel rimase tesa. L'esecutivo era inoltre osteggiato da una forte opposizione realista, sostenuta dalla Prussia. Seguendo un piano elaborato dal conte Frédéric de Pourtalès-Steiger, tra il 2 e il 3 settembre 1856 i royalistes tentarono un colpo di Stato, assaltando il castello di Neuchâtel. I repubblicani informarono il Consiglio federale e riuscirono a riprendere il controllo del castello. Circa 500 monarchici vennero arrestati. I Consiglieri federali Constant Fornerod e Friedrich Frey-Herosé furono inviati a Neuchâtel in qualità di commissari federali, e il vodese Charles Duplan in veste di giudice istruttore. Sulla base del trattato di Vienna e del protocollo di Londra il re di Prussia pretese l'immediato rilascio dei detenuti: il Consiglio federale in cambio chiese invano che Federico Guglielmo IV rinunciasse ai suoi diritti sui possedimenti neocastellani. I tentativi britannici e francesi di mediazione fallirono. Il 13 dicembre 1856 la Prussia ruppe le relazioni diplomatiche con la Svizzera e ordinò la mobilitazione dell'esercito per il primo gennaio 1857.
Il Consiglio federale reagì alle minacce prussiane con la mobilitazione di due divisioni, che furono poi ulteriormente rafforzate. L'Assemblea federale designò il generale Guillaume-Henri Dufour comandante in capo dell'esercito il 27 dicembre 1856 e tre giorni dopo (30 dicembre) Friedrich Frey-Herosé, temporaneamente liberato dalla carica di Consigliere federale, capo dello Stato maggiore generale. Basato sul presupposto che la Prussia avrebbe occupato i territori svizzeri a nord del Reno, il piano elaborato da Dufour prevedeva una linea difensiva avanzata tra Aach (Baden) e Wutach. In realtà il generale prussiano Karl von der Groeben aveva pianificato un'offensiva fino a Berna.
In Svizzera il pericolo di una guerra e la mobilitazione suscitarono entusiasmo. La coesione nazionale, laceratasi nella guerra del Sonderbund del 1847, venne invocata nella stampa come pure in appelli al Consiglio federale, versi e canti, fra cui Roulez tambours di Henri-Frédéric Amiel. Non si giunse però a una guerra: su richiesta di Napoleone III, la Prussia rinviò la mobilitazione al 15 gennaio 1857 e infine la annullò, dopo che l'imperatore francese ebbe ottenuto dal Consiglio federale la liberazione dei prigionieri, che furono espulsi.

### Risoluzione della crisi
In seguito alla conferenza di Parigi del marzo 1857, che vide la partecipazione delle potenze europee e di Johann Konrad Kern in rappresentanza del Consiglio federale, Federico Guglielmo IV rinunciò ai possedimenti neocastellani nel trattato del 26 maggio 1857. Egli mantenne fino alla morte, avvenuta nel 1861, il titolo di principe di Neuchâtel e conte di Valangin, non riconosciuto però dalla Confederazione.
Parte dell'opinione pubblica svizzera criticò duramente la scelta di affidare la difesa dei diritti elvetici alla diplomazia internazionale, anziché alle armi. Ne seguì una schermaglia giornalistica tra i cosiddetti Malcontents e i Satisfaits, provocata dai giornali radicali della Svizzera francese, che si estese a tutta la Svizzera.